# Ekonomické důsledky ruské invaze na Ukrajinu
Ekonomické důsledky ruské invaze na Ukrajinu se začaly projevovat v únoru 2022 v návaznosti na rusko-ukrajinský konflikt zahájený Ruskem 24. února 2022.

## Ekonomické důsledky

### Finanční trhy
Ukrajinský ministr zahraničí Dmytro Kuleba vyzval k úplné mezinárodní izolaci Ruska – diplomatické i obchodní. Rusko čelí propadu hodnocení své úvěrové spolehlivosti. Agentura S&P Global Ratings snížila hlavní rating Ruské federace z BBB− na BB+, tedy do neinvestičního pásma, Moody's oznámila, že zvažuje podobný krok. S&P varovala, že by mohla ruský rating dál snížit. Ruské akcie oslabily již 24. února o 50 % a investoři se jich hromadně zbavují. Hodnota akcií na burze v Moskvě tak spadla o více než 250 miliard dolarů (5,6 bilionu Kč). Moskevská burza v reakci přerušila obchodování na všech trzích. Podle agentury RIA Novosti pak začaly banky stanovovat kurz rublu na výrazně slabších úrovních, někdy i více než 100 rublů za dolar a až 116 rublů za euro.
Podle některých českých ekonomů čeká Rusko v důsledku sankcí pád rublu, hyperinflace a kolaps ekonomiky. V první pracovní den po víkendu se očekává hromadné vybírání úspor (run na banky) a centrální banka má díky zablokování finančních rezerv v zahraničí jen omezené možnosti jak intervenovat proti pádu kursu rublu jakmile se zahájí obchodování na finančních trzích a burzách. Evropské, americké a další banky dostaly pokyn, aby všechny přicházející požadavky ruské národní banky na prodej cenných papírů ignorovaly.
Během prvního dne obchodování po uvalení nových tvrdých sankcí se ruský rubl propadl o téměř 30 % na nové rekordní minimum vůči americkému dolaru. Euro se propadlo o více než 1 %, zatímco cena ropy prudce vzrostla.
Ruská centrální banka ve snaze zpomalit pád rublu, který klesl na rekordní minimum 0,97 vůči dolaru, zvýšila úrokové sazby z 9,5 % na 20 %, aby částečně ochránila vklady běžných střadatelů. Zahájení obchodování na ruské burze bylo odloženo. Makléřům nařídila pozastavit provádění všech příkazů zahraničních právnických a fyzických osob k prodeji ruských investic. Rubl zaznamenal další pokles o 6,5 procenta na 101,23 RUB/USD i 1. března a Vladimir Putin nařídil ruským exportním podnikům, aby směnily na rubly 80 procent svých devizových příjmů. Zároveň zakázal vývoz zahraniční měny v hotovosti v hodnotě přes 10 000 dolarů.
Očekávají se masivní výprodeje ruských cenných papírů. V neděli večer (27. února 2022) oznámil největší Norský státní investiční fond, že prodá veškerá aktiva zainvestovaná v Rusku. Jedná se o podíly firem a vládních dluhopisů v hodnotě v přepočtu 62 miliard korun.
Česká národní banka zahájila 28. února kroky směřující k odejmutí povolení společnosti Sberbank CZ, a.s. působit jako banka. Hlavní město Praha včas převedlo ze Sberbank dlouhodobé vklady i volné prostředky ve výši 620 mil. Kč, ale mnohá další města a instituce mají na jejích účtech zablokované finance v řádech miliard korun (kraj Vysočina 2,365 miliardy). Před rizikem ukládání financí v bance vlastněné Ruskem varovaly bezpečnostní služby a upozorňovala na ně i někdejší zástupkyně Česka u Světové banky Jana Matesová. Výhodné podmínky uložení vkladů provází zvýšené riziko a to bylo zřejmé nejméně od roku 2014, kdy bylo Rusko po obsazení částí Ukrajiny ve válečném stavu se svým sousedem. Vkladatelé navíc umožňovali hromadit Ruské centrální bance devizové rezervy a nepřímo tak podporovali jeho agresi vůči Ukrajině. Sberbank nebude odstřižena od systému SWIFT, ale zbytek likvidity operací Sberbank na území EU bude pod kontrolou evropských orgánů dohledu nad finančním trhem, které z těchto prostředků – spolu s prostředky pojištění bankovních účtů – budou vyplácet pohledávky vkladatelů a jiných věřitelů.
Podle CNN se k sankcím proti Rusku kromě EU, Velké Británie a USA připojilo Japonsko, Austrálie, Nový Zéland, Tchaj-wan a Švýcarsko. Ozvali se už i někteří ruští oligarchové, které zasáhlo zmražení majetku i zákaz letů, jako Mikhail Fridman nebo Oleg Deripaska a volají po zastavení války. Sledování letů soukromých letadel ruských oligarchů se věnuje stránka Jacka Sweeney na twitteru, z níž je možné zjistit porušení zákazu letů.
Sankce proti některým ruským bankám zahrnují jejich odříznutí od platebních karet Visa a Mastercard, a tedy i od Apple Pay a Google Pay. Obyčejným Rusům hrozí, že jejich úspory budou znehodnoceny a zejména mladší lidé zvažují emigraci na Západ.
Propad hodnoty rublu těžce zasáhne středoasijské republiky Uzbekistán, Tádžikistán a Kyrgyzstán, odkud pochází 7,8 milionu občanů, kteří pracují v Rusku a posílají peníze svým rodinám. Podle Světové banky tvořily remitence v roce 2021 podíl 30 % na HDP Tádžikistánu a téměř 28 % HDP Kyrgyzstánu. Uzbekistán, nejlidnatější země Střední Asie, obdržel od ledna do listopadu 2021 v remitencích přibližně 7,6 miliardy dolarů – 11,6 procenta HDP země.
Po rekordním pádu rublu je očekávána dvouciferná inflace. Vysoké úrokové míry zasáhnou v Rusku zejména hypoteční trh a následně stavebnictví, kde se očekává propouštění. V důsledku sankcí, devalvace a image Ruska jako vyvrhele by mohlo dojít k hromadnému propouštění i v bankovnictví, outsourcingu IT, výrobě, cestovním ruchu, pohostinství a maloobchodu. Rusku budou scházet i západní technologie potřebné k modernizaci ekonomiky.
Rusko má všechny znaky neinvestovatelného trhu pro globální investory. Podle údajů agentury Bloomberg se akciové fondy zaměřené na Rusko za poslední týden propadly v průměru o 23 %. Dluhopisy prudce klesly, protože se zvýšilo riziko platební neschopnosti, a obchodování s rublem se stalo herkulovským úkolem, protože makléři od obchodování s touto měnou ustupují.
Index Dow Jones Russia GDR, který sleduje 11 největších ruských společností kótovaných v Londýně, se ve středu 2. března propadl až o 81 % a od 16. února se tak propadl o 98 %.Depozitní certifikáty Sberbank se tento týden propadly o 99 %, Gazprom o 98 % a výrobce oceli Severstal PJSC o téměř 100 %. Rosneft Oil Co se propadla o 79 % a Lukoil PJSC o 99 %. 23 klíčových ruských akciových titulů tak ztratilo hodnotu odpovídající v přepočtu 13 230 000 000 000 korun (13,2 bilionu).
Pokles hodnoty ruských akcií má přímý dopad na majetek ruských oligarchů, kteří podle žebříčku agentury Bloomberg jen za několik dnů přišli o více než 83 miliard amerických dolarů, což je v přepočtu asi 1,8 bilionu korun. Novou pracovní skupinu Ministerstva spravedlnosti Spojených států, zaměřenou na ruské oligarchy, povede Andrew Adams, zkušený federální prokurátor v New Yorku, který se v minulosti zabýval řešením případů týkajících se ruských organizovaných zločineckých skupin.
Česko se domluvilo se svými spojenci na odchodu ze dvou ruských bank –⁠ Mezinárodní investiční banky (MIB) se sídlem v Budapešti a Mezinárodní banky hospodářské spolupráce (MBHS), ve které Česko vlastní podíl 13,34 procenta. Obě banky byly založeny v době RVHP. Ukončení české účasti podepsala 4. března 2022 česká vláda. V souhrnu je třeba vypořádat český podíl ve výši zhruba 1,5 miliardy korun, ale jde také o ruské diplomatické pasy, imunitu nebo možnost pohybovat se v rámci EU.
Premiér Ukrajiny Denys Šmyhal vyzval Spojené státy, Kanadu, Velkou Británii, Německo, Francii, Itálii a Japonsko, aby ukončily členství Ruska a Běloruska v Mezinárodním měnovém fondu a ve všech organizacích Světové banky, protože tyto dvě země porušily své závazky a směřují svou politiku k válce.
7. března klesl rubl na nové rekordní minimum 140,25 rublu za jeden dolar. Rubl se však na zahraničních devizových trzích obchoduje jen omezeně a ruská burza je zavřená od 25. února. Z ostatních hlavních světových měn dopadá tlak války na Ukrajině nejvíce na euro.
7. března při zahájení obchodování na americké burze, v reakci na možný zákaz dovozu ropy do USA, podražil barel ropy na 130 USD. Následoval pokles cen akcií na celém světě. Referenční index S&P 500 klesl o 122,78 bodu a oproti svému maximu z ledna 2022 celkem klesl o 12,4 %. Průmyslový index Dow Jones Industrial Average klesl během obchodování o 2,4 %. Index Nasdaq Composite s vysokým podílem technologických firem se propadl o 3,6 % a za svým maximem z listopadu 2021 zaostává o 20,1 %.
Podle ruské centrální banky mělo Rusko zahraniční dluh ve výši 478,2 miliardy dolarů (11,3 bilionu korun). Výnos prezidenta Putina „O dočasném postupu při plnění závazků vůči některým zahraničním věřitelům” uvádí seznam nepřátelských zemí, na kterém jsou kromě všech států Evropské unie také USA, Kanada, Spojené království, Ukrajina, Černá Hora, Švýcarsko, Albánie, Andorra, Island, Lichtenštejnsko, Monako, Norsko, San Marino, Severní Makedonie, Mikronésie, Nový Zéland, Singapur a Tchaj-wan! (který tím Rusko uznalo jako samostatný stát). 7. března pak Moskva uvedla, že nepřátelským zemím bude vyplácet závazky pouze v rublech. Země si za tímto účelem mají zřídit účet u některé z ruských bank.
Z Ruska odcházejí největší zahraniční investiční banky. Ukončení činnosti ohlásila banka Goldman Sachs, která měla podle údajů Banky pro mezinárodní zúčtování (BIS) na konci roku 2021 úvěrovou expozici vůči Rusku ve výši 650 milionů amerických dolarů. Stejný krok ohlásila další z největších bank JPMorgan Chase. Celková expozice amerických bank v Rusku je významná. Podle údajů BIS činí celkem 14,7 miliardy dolarů. Kompletně ukončit ruskou divizi se chystá americká banka Citigroup, která zde měla koncem roku 2021 podle CNBC úvěrové a jiné expozice ve výši 5,4 miliardy dolarů. Western Union Company oznámila, že pozastavuje činnost v Rusku i Bělorusku.
V důsledku ruské invaze na Ukrajinu a nepřátelských akcí proti ukrajinskému lidu Skupina Světové banky 2. března s okamžitou platností zastavila všechny své programy v Rusku a Bělorusku.
Francouzské úřady 20. března zmrazily finanční prostředky ruské centrální banky ve výši 22 miliard eur, jakož i účty a nemovitosti osob, na které se vztahují sankce. Podařilo se identifikovat a zmrazit majetek ruských oligarchů ve Francii v celkové hodnotě 850 milionů eur.
Největší světová burza kryptoměn Binance odpojila ruské sankcionované banky a platební systémy od možnosti provádět P2P transakce. Rada pro finanční stabilitu (Financial Stability Board, FSB), která je regulátorem finančního trhu skupiny zemí G20, monitoruje pohyb digitálních peněz v souvislosti s válkou na Ukrajině i případné snahy o obcházení sankcí. Podle ní 90 % evropských firem pravidla proti praní špinavých peněž a zákaz obchodu s Ruskem dodržuje. Žádostmi o likvidaci miliard dolarů ve virtuální měně jsou zavaleny např. kryptoměnové firmy ve Spojených arabských emirátech, kde bohatí Rusové hledají bezpečné útočiště pro své jmění.
Mezinárodní asociace pojišťovacích dozorů (IAIS) pozastavila členství Ruské federace a Běloruské republiky a Ukrajinská národní banka vyzvala účastníky světového pojistného trhu, aby nepřijímali pojištění rizika z obou zemí.  Společnost Refinitiv v Rusku pozastavila přístup ke svým produktům a službám a centrální banka Gruzie se rozhodla zakázat používání ruských karet v systému MIR. Ten akceptují pouze centrální banky Arménie, Kazachstánu, Tádžikistánu, Vietnamu, Turecka a Kyrgyzské republiky. Ruští občané mají možnost obcházet sankce také prostřednictvím China UnionPay a UnionPay International.

### Hrozba státního bankrotu Ruska
Ratingová agentura Fitch 8. března znovu snížila Rusku hodnocení jeho dluhopisů denominovaných v zahraničních měnách, tentokrát až na stupeň C (když stupeň B mělo od 2. března). Podle jejích analytiků Rusku hrozí bezprostředně bankrot – tedy neschopnost splatit v termínu své závazky. 21. března ratingová agentura Fitch odhadla hospodářský pokles Ruska v roce 2022 o 8 % a inflaci na 18 %. Bloomberg Economics odhadují pokles o 9 % a JPMorgan Chase & Co. o 7 %, což je mnohem horší pokles než při státním bankrotu Ruska roku 1998, kdy poklesl hospodářský růst o 5,4 %.
Podle některých analytiků by další přitvrzení sankcí ve formě zákazu prodeje ruské ropy a plynu mohlo vést poměrně rychle ke státnímu bankrotu Ruska, podobnému tomu z roku 1918 po uchopení moci bolševiky. Probíhá už nedostupnost či extrémní zdražování zahraničního zboží a na březen je plánována první splátka ruského zahraničního dluhu. Po odstřižení Ruska od možnosti financování na globálních trzích může nastat kolaps bankovního systému zavaleného žádostmi klientů o vybrání úspor, hyperinflace a zhroucení produktivního sektoru ekonomiky.
Podle americké banky Morgan Stanley je pro Rusko rozhodujícím dnem 15. duben, kdy skončí 30denní období odkladu pro kupónové platby, které ruská vláda dluží za dolarové dluhopisy splatné v letech 2023 až 2043. Pokud pak věřitelé dostanou soudní rozsudky, může to otevřít přístup ke všem ruským aktivům mimo Rusko, která jsou nyní zmrazena, a to včetně devizových rezerv.
Ruský premiér Michail Mišustin prohlásil před poslanci Státní dumy, že Rusko je v důsleku sankcí v "nejsložitější situaci za posledních třicet let". Uvedl, že Rusko utratí vše, co letos vydělá, na státní pomoc podnikům, na sociální platby důchodcům a rodinám s dětmi a na pomoc ruským železnicím a leteckým společnostem. Rusko kvůli záchraně pracovních míst znemožní zahraničním investorům v případě odchodu ze země prodat aktiva, a to jak průmyslová, tak finanční.

### Komoditní trhy
Rusko exportuje denně okolo pěti milionů barelů ropy, což je přibližně pět procent globální poptávky. Z tohoto množství zhruba polovinu importuje Evropská unie. Cena ropy v reakci na útok proti Ukrajině překonala úroveň 100 dolarů za barel poprvé od roku 2014.
1. března oznámilo 31 členských zemí Mezinárodní agentury pro energii, že uvolní 60 milionů barelů ropy ze svých strategických rezerv – polovinu z toho ze Spojených států – „aby vyslaly trhům s ropou jasný signál“, že po ruské invazi na Ukrajinu se dodávky nesníží.
Pokud se nepodaří válku včas zastavit, bude mít dopad na zvýšení ceny potravin. Ukrajina se podílí zhruba 7 % na světovém obchodu s pšenicí a postiženy by byly zejména státy v Severní Africe a na Blízkém východě. Zemědělství na Ukrajině tvoří zhruba 10 % jejího HDP. Podle ředitele Světové banky Davida Malpasse bude mít ruská invaze dopady daleko za hranicemi Ukrajiny. Ukrajina je největším světovým producentem slunečnicového oleje a spolu s Ruskem se podílí 60 % na celosvětové produkci. Podle společnosti JP Morgan se obě země podílejí 28,9 % na celosvětovém vývozu pšenice, který nelze jinak nahradit. Vedoucí Světového potravinového programu David Beasley varoval, že konflikt na Ukrajině může způsobit prudký nárůst cen potravin na celém světě, což bude mít katastrofální dopad na nejchudší obyvatele světa. Počet lidí, kterým hrozí hladomor, se za čtyři roky před ruskou invazí zvýšil z 80 milionů na 276 milionů. Někteří zemědělci na Ukrajině již opustili svá pole, aby se chopili zbraní proti ruské invazi a Ukrajinská armáda po ruské invazi pozastavila veškerou obchodní dopravu ve svých přístavech. Podle jedné z největších světových společností vyrábějících hnojiva, Yara International, konflikt může zasáhnout průmysl výroby hnojiv a dále ovlivnit ceny potravin.
Rusko dodává Evropě zhruba 40 % spotřeby plynu, ale import klesl od roku 2020 asi o třetinu. Z Ruska pochází zhruba 70 % ropy, kterou Evropa nakupuje. I v reakci na současnou krizi se EU snaží urychlit svůj přechod na jiné zdroje energie a Rusko může některé ze svých trhů trvale ztratit.
Ruská invaze na Ukrajinu může ovlivnit světový trh s čipy. Firmy AMD i Intel zastavily vývoz čipů do Ruska, ale to těží více než třetinu světových zdrojů palladia užívaného na senzory čipů, vyrábí polovinu zásob plynu hexafluorobutadien nutného k leptání elektroniky a je zdrojem i neonu do laserů pro opracování čipů. Neon Rusko získává jako vedlejší produkt při výrobě oceli a dodávalo ho k čištění Ukrajině, která pak produkovala 90 procent jeho světových zásob.
Hodnota akcií ruské těžařské společnosti Polymetal International, ve které má 3,3 procentní podíl i PPF, klesly od začátku roku zhruba o 86 procent. PPF tak přišla o 5,6 miliardy korun.
Podle společnosti Energy Aspects téměř 70 procent exportu ruské ropy nemá kupce. Přestože na ruskou ropu západní protiruské sankce zatím uvaleny nebyly, pro problém s platbami nejméně devět tankerů s ruskou ropou nemá komu svůj náklad prodat a to ani se slevou. Pracovníci ropné rafinerie v hrabství Cheshire sdělili manažerům, že v žádném případě nebudou vykládat ruskou ropu – bez ohledu na státní příslušnost plavidla. Firma Shell se 8. března omluvila, že koupila zlevněnou ruskou ropu a zavázala se, že další dodávky už nepřijme, zavře všech 500 čerpacích stanic v Rusku a přestane tam dodávat mazadla a letecké palivo.
Výzvu prezidenta Ukrajiny Volodymyra Zelenského a ministra zahraničí USA Antony Blinkena, aby Západ ukončil import ruské ropy a plynu, odmítl německý kancléř Olaf Scholz a nesouhlasí s ní ani maďarský ministr financí Mihály Varga. Podle nich zatím za tyto suroviny neexistuje žádná adekvátní náhrada a jiným způsobem nelze zajistit energii pro Evropu k vytápění, dopravě, výrobě elektřiny a pro průmysl.
Vleklý válečný konflikt mezi Ruskem a Ukrajinou by mohl poškodit celosvětový řetězec dodávek hnojiv, což by v klíčové osevní sezóně vyvolalo tlak na ceny obilí. Např. Čína dováží z Ruska a Běloruska více než polovinu spotřeby draselných hnojiv, která jsou klíčovou živinou pro hlavní komoditní plodiny. Rusko začátkem března 2022 doporučilo pozastavit vývoz hnojiv, zatímco Litva a Ukrajina již zakázaly tranzit běloruské potaše přes své přístavy. Ukrajina, která je významným producentem zemědělských produktů, v sobotu rovněž zakázala vývoz hnojiv.
Rusko dováží 40 % osiv a 90 % sadbových brambor a hrozí mu nedostatek základních zemědělských produktů a prudký nárůst cen potravin.
Čína nebude schopna Rusku nahradit propad prodeje plynu jako náhrada za evropský trh. Podle agentury Reuters byli po zahájení války na Ukrajině na čínské ministerstvo zahraničí předvoláni vrcholoví manažeři "velké trojky" čínských velkých společností - Sinopec, China National Petroleum Corp (CNPC) a China National Offshore Oil Corp (CNOOC), aby posoudili dopad sankcí na jejich ruské projekty. Největší čínská ropná rafinerie Sinopec pozastavila plány na investici 500 milionů dolarů do chemického závodu na výrobu plynu s ruskou firmou Sibur a upustila od plánů na vytvoření společného podniku s Novatekem na prodej ruského plynu.
Čínské státní rafinerie plní stávající kontrakty na ruskou ropu, ale novým se navzdory slevám vyhýbají, protože se obávají zpřísnění západních sankcí vůči Rusku. Čínské státní společnosti nechtějí, aby jejich jednání bylo vnímáno jako otevřená podpora Ruska. Unipec, obchodní divize Sinopecu a přední odběratel ruské ropy, v posledních týdnech na pravidelných interních schůzkách varoval své globální týmy před riziky spolupráce s ruským ropným průmyslem.
Lukáš Kovanda poukazuje na to, že ruské energetické podniky rekordně vydělávají a embargo EU na ropu tomu napomáhá.

### Doprava, výroba, obchod a internet
Lodní společnosti Maersk, MSC a CMA CGM oznámily 1. března, že pozastavují nedůležité dodávky do Ruska, s výjimkou potravin, zdravotnického a humanitárního materiálu. Británie a Kanada 1. března uzavřely přístavy pro ruské lodě. Británie zakázala vplouvat do svých přístavů všem lodím s ruskými konexemi, zatímco Kanada uvedla, že její zákaz se vztahuje i na rybářské lodě v jejích výsostných vodách. Norská firma Equinor, Exxon a také energetické společnosti BP a Royal Dutch Shell se rozhodly ukončit své investice do ruských firem Rosněfť a Gazprom a TotalEnergies končí financování nových projektů v Rusku. Některé přední banky, letecké společnosti, výrobci automobilů a další firmy omezily dodávky a ukončily partnerství s ruskými firmami.
Evropská unie v neděli 27. března ohlásila zákaz prodeje letadel, vrtulníků a veškerého leteckého vybavení do Ruska. Leasingové společnosti, z nichž většina sídlí v Irsku, mají stáhnout z Ruska veškerá zapůjčená osobní letadla, kterých je více než polovina z celkového necelého tisíce. Společnosti Airbus a Boeing, jejichž letadla tvoří 70 % leteckého parku v Rusku, přestanou dodávat náhradní díly, které má Rusko v zásobě jen na 2–3 týdny, což nakonec znemožní letadla provozovat. Kazachstánská letecká společnost Qazaq Air od 12. března pozastavila lety do Ruska a z Ruska, protože obdržela od pojišťovny oznámení o neposkytnutí pojistného krytí v Rusku a v jeho vzdušném prostoru. Již dříve učinila stejné rozhodnutí kazašská společnost Air Astana.
Dvě největší logistické firmy v Evropě – DHL a Kühne+Nagel přestaly kvůli invazi ruských vojsk na Ukrajinu expedovat zásilky do Ruska. Francouzský výrobce letadel Airbus i americká firma Boeing zastavily ruským aerolinkám technickou podporu a přerušily dodávky náhradních dílů.
Automobilka Škoda musela přerušit výrobu vozu Enyaq, protože jí scházejí kabely od ukrajinské firmy Leonio AG, která je vyrábí pro několik evropských výrobců automobilů. Koncern Volkswagen dne 3. března oznámil, že se kvůli ruské agresi na Ukrajině dočasně stahuje z ruského trhu, přerušil export vozů Audi, Škoda, Porsche a Bentley a ukončil výrobu ve svých závodech v Nižním Novgorodu a Kaluze. Z ruského trhu se stáhly i automobilky Toyota (zároveň přerušila výrobu v Petrohradu), Ford, BMW, Hyundai (ta zároveň přerušila výrobu v tamní továrně) Renault, Jaguar, Land Rover, Mercedes, Volvo, výrobce motocyklů Harley-Davidson, Mercedez Benz, Daimler Truck. Stellantis (mateřská značka Fiat, Chrysler, Peugeot, Citroen a DS) údajně zřídil dvě pracovní skupiny, které se mají zabývat následky invaze.
V Rusku zavírá 17 obchodů IKEA, která zde zaměstnává 15 000 lidí, obchodování přerušily firmy H&M, TJX –⁠ vlastník řetězců T.J. Maxx a Marshalls nebo Nike. Český pivovar Budvar, který považuje Rusko za jeden ze svých pěti hlavních trhů, zastavil dodávky piva s tím, že obchod není hlavní prioritou a že hledá způsoby, jak pomoci, včetně hledání ubytování pro ukrajinské uprchlíky. Naproti tomu dánská pivovarnická skupina Carlsberg pozastavila výrobu ve svých třech pivovarech na Ukrajině, ale v Rusku, kde vlastní petrohradské pivovary Baltika a zaměstnává 8 400 lidí, bude pokračovat.
Po společnostech Apple a Google ohlásil 4. března také Dell a Microsoft, že pozastavuje prodej svých produktů a služeb v Rusku. 25. března Apple pozastavil svou službu Apple Pay pro ruský systém platebních karet Mir. Firma tak uzavřela skulinu, s jejíž pomocí ruští uživatelé službu Apple Pay používali.
Prodej v Rusku pozastavují francouzští výrobci luxusního zboží LVMH (značky Christian Dior, Givenchy a Bulgari, 124 butiků), Hermes (výrobce drahých kabelek Birkin), Kering (značky Gucci a Saint Laurent) a Chanel a také švýcarský Cartier Richemont.
Prodej svých produktů v Rusku ukončila firma Samsung (telefony, čipy i aplikace), která držela 30 % tamního trhu. Do Ruska přestala dodávat technologie firma IBM, licence i prodej svých produktů ukončila i firma Adobe (Photoshop, Premiere, Illustrator, Lightroom). V Rusku přestaly fungovat platební systémy PayPal a Revolut (jehož zakladatel je Rus) a nové klienty nepřijímá Payoneer. Končí i edukační programy Coursera a Preply, audioknihy Storytel, producenti videoher, dále eBay, IT firma Luxoft DXC Technology Company, Moody's Investors Service, ruské uživatele odpojí jeden z největších poskytovatelů páteřních sítí Cogent. Ztráta zaměstnání v důsledku odchodu západních firem hrozí 3 milionům Rusů.
Ubytovací služba Airbnb oznámila, že ukončuje služby v Rusku, služba Booking.com také přestala v Rusku fungovat. Konzultační IT podník Accenture v Rusku ukončí své působení a o práci tím přijde 2 300 lidí. 
Největší výrobce počítačů Intel přestal prodávat do Ruska i Běloruska a 8. dubna ohlásil, že definitivně opouští ruský trh. Stejně se rozhodl i druhý největší výrobce procesorů AMD, který s Intelem kontroluje 99,7 % světového trhu s procesory. V Rusku končí i Hewlett-Packard, Apple, Nokia a Ericsson, prodej reklamy v Rusku pozastavuje společnost Google a Snapchat. V Rusku končí streamovací služby Deezer a Netflix, prodej svých produktů ukončily firmy Oracle a SAP. Google Maps neposkytují živé informace o dopravním provozu na území Ukrajiny. Od 2. března nesmí být ruská státní média distribuována na území Evropské unie žádnými kanály.
Tajemník vedení ruské vládní strany Jednotné Rusko Andrej Turčak, s ohledem na velké množství Rusů kteří ztratí zaměstnání, navrhuje znárodnit výroby těch společností, které ohlásily svůj odchod a uzavření výroby v Rusku během tzv. „speciální operace na Ukrajině“.
8. března ohlásily odchod z Ruska i americké korporace McDonald's, Coca-Cola, PepsiCo a Starbucks. McDonald's uzavírá v Rusku všech 850 obchodů, Starbucks celkem 130 obchodů. Společnost PepsiCo uvedla, že bude v zemi nadále prodávat mléko, kojeneckou výživu a dětskou stravu.
Yale School of Management zveřejnila seznam 290 firem, které ohlásily ukončení činnosti v Rusku na protest proti napadení Ukrajiny. Rozhodnutí omezit přístup Ruska na kapitálové trhy přijaly dokonce Bank of China nebo čínská Asijská infrastrukturní investiční banka.
Ukrajina dodává asi 50 % světové spotřeby neonu, který je mimo jiné náplní laserů používaných při výrobě čipů. Neon dodávají dvě ukrajinské firmy – větší z nich je Ingas, sídlící v Mariupolu, který je v obležení ruských sil, a Cryoin sídlící v Oděse, který zastavil provoz 24. února s počátkem invaze. Čipů je obecně nedostatek a okupace Ukrajiny tuto situaci dál zhoršuje. Ceny neonu, které byly pod tlakem již kvůli pandemii nemoci covid-19, se od prosince zvýšily až o pět set procent.
Instagram oznámil svým 80 milionům uživatelů v Rusku, že o půlnoci 13. března tam ukončí své služby. Státní komunikační úřad Ruska v e-mailové zprávě vyzval lidi, aby přesunuli své fotografie a videa z Instagramu před jeho vypnutím, a přešli na vlastní "konkurenční ruské internetové platformy".
Ukrajinský ministr zahraničí Dmytro Kuleba vyzval 14. března spotřebitele, aby bojkotovali velké mezinárodní společnosti, které se dosud nestáhly z ruského trhu. Jmenoval přitom konkrétní firmy, jako Leroy Merlin, Metro, Auchan, Spar, Pirelli, Bridgestone Tires, Accor a Intercontinental, strojírenské společnosti OTIS Worldwide, Honeywell, Mohawk Industries a Arconic, kosmetické firmy Oriflame, Kimberly-Clark, Koti, Ecco, Salvatore Ferragamo, tabákový gigant Philip Morris, restaurační firmy Papa John's a Kellogg's restaurants, farmaceutickou firmu Bayer, banky Raiffeisen, OTP Bank, Citigroup, Société Générale, UniCredit a Intensa Sanpaolo.
Pro některé firmy je obtížné ukončit podnikání v Rusku, protože tam působí na bázi franšízingu, což jim ztěžuje odstranění jejich jména z ruských hlavních ulic a nákupních center. Tyto firmy, které mají v Rusku otevřeno kolem tisíce prodejen, přenechaly ruské podniky třetím stranám a nevlastní provozy nesoucí jejich jméno. Ze známých značek se to týká např. Marks & Spencer (48 obchodů), Burger King (800 restaurací), hotelů Marriott (28) a Accor (57). Například obchody Marks & Spencer provozuje od roku 1999 turecká společnost FiBA, která má práva na prodej výrobků tohoto maloobchodního řetězce v celé východní Evropě. Teoreticky je možné smlouvu vypovědět pouze v případě, že franšízant dělá něco, co poškozuje pověst značky. Společnost Burger King alespoň přesměrovává své zisky z franšízových operací v Rusku na humanitární pomoc, Marks & Spencer přislíbila více než 1,5 milionu liber na podporu uprchlíků a věnuje jim 20 000 kabátů a tepláků, společnost Yum Brands, která vlastní KFC a Pizza Hut, uvedla, že dokončuje dohodu se svým hlavním franšízantem o dočasném zastavení provozu Pizza Hut.
Spojené státy vydaly nařízení o kontrole exportu, podle kterého po 24. únoru 2022 potřebují letadla americké výroby nebo obsahující více než čtvrtinu součástek vyrobených v USA zvláštní povolení v případě, že poletí na ruské území. Seznam 99 letadel, které vláda USA do svého seznamu zahrnula, představuje asi pětinu flotily Aeroflotu a letadla dalších ruských aerolinek i soukromých majitelů. Firmám, které těmto strojům doplní palivo, poskytnou údržbu nebo servis, hrozí tvrdé postihy včetně vysokých pokut a trestního stíhání.
Norská vláda 14. března schválila několik nových povolení k těžbě plynu pro podmořská ložiska zemního plynu Oseberg, Troll a Heidrun, aby snížila závislost Evropy na zemním plynu z Ruska. Nové potrubí do Polska bude dokončeno v roce 2022. Dodatečná kapacita v Norsku ve výši 1,4 miliardy metrů krychlových by mohla pokrýt poptávku 1,4 milionu evropských domácností po dobu jednoho roku.
8. března se z ruského trhu stáhlo dalších 7 společností. Jihokorejský výrobce zařízení LG Electronics oznámil zastavení dodávek, italský výrobce pneumatik Pirelli a největší světový výrobce skla AGC pozastavují investice na ruském trhu a také omezují výrobu v ruských závodech. Paramount Media Group a Docker IT Company ukončují činnost a přestávají prodávat licence na své výrobky.
Německá skupina společností Bosch, která se zabývá technologiemi v automobilové a průmyslové oblasti, ukončuje v Rusku svou činnost, protože její díly byly podle ukrajinských zdrojů použity pro ruská pěchotní vozidla, která vpadla do země. Společnost Bosch již dříve pozastavila provoz dvou závodů na výrobu domácích spotřebičů a 19. března oznámila, že plánuje pozastavit výrobu všech svých ruských závodů.
Poradce vedoucího ukrajinské prezidentské kanceláře Mychajlo Podoliak vyzval Čínu, aby učinila správné rozhodnutí, podpořila koalici civilizovaných zemí a odsoudila barbarství Ruska. Čína se může stát důležitým prvkem globálního bezpečnostního systému a také by měla vzít pragmaticky v úvahu rozdíl mezi obchodem se západními zeměmi v objemu 1,6 bilionu dolarů a 150 miliardami dolarů, které má s Ruskem. Také mluvčí Bílého domu Jen Psakiová na brífngu 19. března připomněla, že prezident Joe Biden podrobně nastínil komplikace a důsledky, které nastanou, pokud Čína poskytne materiální podporu Rusku. Zdůraznila, že Spojené státy budou sledovat především činy Pekingu, nikoli jeho prohlášení.
Dánská společnost Grundfos, která je největším světovým výrobcem čerpací techniky, oznámila 20. března že dočasně pozastavuje výrobu v Rusku a nebude přijímat objednávky z Ruska a Běloruska.
Odchod z Ruska ohlásily největší světové mediální a marketingové firmy Interpublic Group, WPP, Publicis Groupe, IPG, Dentsu a Omnicom.
Austrálie uvalila zákaz vývozu surovin pro výrobu hliníku do Ruska - bauxitu a aluminy. Sankce zasáhnou podnik Rusal, většinově vlastněný Olegem Děripaskou, který je druhým největším světovým výrobcem hliníku a z Austrálie odebíral asi 20 % surovin. Akcie Rusalu v reakci na sankce klesly na Hongkongské burze o 9 %.
Hlavní poskytovatel meteorologických údajů EUMETSAT pozastavil spolupráci s Ruskem kvůli obavám, že by Rusko mohlo využít meteorologické údaje k plánování biologických nebo chemických útoků. Zvláštní rada členských států 22. března rozhodla o okamžitém pozastavení ruských uživatelských licencí a dvoustranné dohody o spolupráci, veškeré výměny dat a školení. EUMETSAT se stal poslední meteorologickou agenturou, která omezila výměnu informací po ruské invazi na Ukrajinu. Již dříve přestaly s Ruskem komunikovat nejméně tři další organizace v Evropě.
Firma Siemens zrušila 22. března ruskou objednávku tří vysokorychlostních vlaků "Sapsan" a nadále poskytne pouze servis pro vlaky dodané roku 2021, které dosud nemají certifikaci.
Britský poskytovatel satelitního internetu OneWeb zrušil všech šest nadcházejících startů svých družic s ruskou agenturou Roskosmos a podepsal smlouvu s firmou SpaceX, která provozuje konkurenční Starlink.
Finsko od 27. března zruší poslední vlakové spojení mezi Ruskem a Evropskou unií z Helsink do Petrohradu. Z Ruska je tak možné dopravit se do Evropy pouze autobusem do Helsink nebo letecky přes Srbsko, Turecko nebo Dubaj.
Čínské společnosti dostaly podle Reuters za úkol, aby vyhodnotily dopady sankcí a zdržely se zbrklých investic v Rusku. 25. března oznámil čínský státní podnik Sinopec Group, největší konglomerát na světě, který se zabývá ropou, zemním plynem a petrochemikáliemi, že pozastavil proces chystané investice půl miliardy dolarů v Rusku.
Dánský výrobce zařízení pro obnovitelné zdroje energie a největší světový výrobce větrných turbín Vestas Wind Systems opouští ruský trh kvůli ruské invazi na Ukrajinu. Na ruském trhu působil od roku 2017, kdy podepsal dohodu s finskou energetickou společností Fortum o projektování větrných turbín v Rusku. Již dříve dánský výrobce oznámil zastavení 4 projektů v Rusku.
Japonský výrobce stavebních strojů a průmyslových zařízení Komatsu ukončil dodávky do Ruska a zavřel svůj výrobní závod v Jaroslavli.

### Dopad sankcí na ruské a běloruské výrobní závody
V důsledku zastavení projektu se Nord Stream 2 ocitl v insolvenci. Společnost ještě formálně nepodala návrh na konkurz, ale potýká se s „obrovskými platebními potížemi“, které znemožňují její další provoz.
Již 3. března ohlásila ruská automobilka AvtoVAZ přerušení výroby pro nedostatek elektronických součástek a poslala své zaměstnance na dovolenou.
Podle nezávislého běloruského opozičního mediálního projektu NEXTA musel přerušit výrobu jediný ruský výrobce tanků Uralvagonzavod a zároveň i Čeljabinský traktorový závod, který tanky a jinou vojenskou techniku opravuje. Důvodem je embargo na některé komponenty vyráběné na Západě.
Tři z pěti podniků soligorského "Belkali" v Bělorusku nevyrábějí ani neexpedují draselné hnojivo a musely požádat o bankovní půjčku na mzdy zaměstnanců. Důvodem je katastrofa v logistice způsobená sankcemi EU a USA.
Rusko je zcela závislé na dovozu čipů. Sice vyvinulo vlastní čipy Baikal a Elbrus, ty jsou však z hlediska výkonu výrazně pozadu za produkty světových lídrů na trhu. Jejich výrobu navíc pro Rusko zajišťovala tchajwanská společnost TSMC, ale Tchaj-wan se připojil k mezinárodním sankcím.

### Vědecký výzkum
Ruské vědecké laboratoře už nemohou objednat vědecké přístroje a materiály pro laboratoře, protože jim v tom brání zákazy. Současně je nemají jak do Ruska dopravit, protože nefunguje letecká doprava a přepravní společnosti Maersk, MSC a CMA CGM a DHL přepravu do Ruska pozastavily. Kvůli vyřazení ruských bank ze systému SWIFT vědecké ústavy ani nemají jak zaplatit. Téměř veškerý spotřební materiál pro vědecký výzkum se vyrábí na Západě. Západní firmy objednávky z Ruska buď úplně odmítají, nebo odpovídají, že dodávky byly pozastaveny. Týká se to např. setů pro sekvenování DNA nebo výkonných počítačů. Evropská unie do rozsáhlého soupisu zakázaného zboží zařadila i hmotnostní spektrometry a osciloskopy, které jsou podstatným vybavením chemických nebo fyzikálních laboratoří. Spojené státy zakázaly vývoz polovodičů, počítačů, laserů a různých senzorů. Prodej softwaru zastavil Microsoft a softwarová korporace SAP, vývoz zastavili američtí výrobci čipů Intel, AMD a NVIDIA. Německá firma Carl Zeiss AG oznámila, že do odvolání nevyváží do Ruska žádnou svou techniku, s výjimkou čistě zdravotnických přístrojů. Všechny své dodávky do Ruska zastavil výrobce mikroskopů Nikon i japonská přístrojová korporace Shimadzu. Čína tyto dodávky není schopna nahradit, protože je stále poměrně slabá ve výrobě vědeckých přístrojů a v mnoha oborech naprostou většinu vybavení pro výzkumné laboratoře dováží ze Západu.
Evropská asociace univerzit (EUA) v březnu 2022 pozastavila členství dvanácti ruským univerzitám, jejichž rektoři podepsali prohlášení, které explicitně podporuje ruské válečné tažení na Ukrajině. Ve stejnou dobu vědecké kontakty s Ruskem kompletně nebo částečně přerušilo či pozastavilo 16 evropských zemí. Evropská komise pozastavila platbu ruským institucím, které jsou financovány z projektů EU. Podle Jana Wöpkinga ze skupiny U15, která sdružuje přední německé výzkumné vysoké školy, "končí období přehnaně optimistické, mezinárodní verze vědecké diplomacie".
Evropská kosmická agentura (ESA) 17. března potvrdila, že ruší plánované vyslání průzkumného vozítka na Mars v rámci programu ExoMars, na kterém spolupracovala s ruskou vesmírnou korporací Roskosmos, a mělo se uskutečnit v září 2022 z ruského kosmodromu Bajkonur. ESA hledá možnosti realizace projektu bez účasti Ruska. ESA přeruší spolupráci s Ruskem na projektech Luna-25, -26 a -27. ESA už našla náhradní řešení prostřednictvím mise CLPS (Commercial Lunar Payload Services) pod vedením NASA a další komerční poskytovatel služeb zajistí testování navigační kamery ESA známé jako PILOT-D. S japonskou agenturou JAXA uzavřela ESA dohodu o letu přístroje ESA EMS-L, exosférického hmotnostního spektrometru, na palubě lunárního vozítka JAXA/ISRO LUPEX.
Šéf Roskosmosu Dmitrij Rogozin, který se sám ocitl na sankčním seznamu, žádá NASA o pomoc se zrušením sankcí a svým zaměstnancům zakázal cestovat do zahraničí, neboť má strach, že by se nevrátili.
Jako výraz solidarity s ukrajinským lidem a závazku vědy pro mír se 23 členských států Evropské organizace pro jaderný výzkum (CERN) rozhodlo pozastavit kontakty s vědci a výzkumnými středisky v Rusku a Bělorusku. CERN rozhodl pozastavit účast vědců organizace ve všech vědeckých výborech institucí nacházejících se na území Ruské federace a Běloruské republiky a pozastavit vědecké kontakty se Spojeným ústavem jaderných výzkumů (Dubna, Rusko).
Prezident Ruské akademie věd Alexandr Sergejev na mezinárodní konferenci potvrdil, že čínští vědci od počátku ruské invaze na Ukrajinu "bez vysvětlení" pozastavili spolupráci s Ruskem. Sergejev uvedl, že válka zcela zmrazila vztahy mezi ruskými vědci a jejich protějšky v mnoha zemích, včetně Francie, Německa a Spojených států.

### Sport
Kvůli ruské invazi na Ukrajinu Výkonná rada Mezinárodního olympijského výboru vydala 28. února doporučení, aby "v zájmu ochrany integrity světových sportovních soutěží a bezpečnosti všech účastníků  mezinárodní sportovní federace a organizátoři sportovních akcí nezvali a neumožňovali účast ruských a běloruských sportovců a funkcionářů na mezinárodních soutěžích".
Evropská klubová asociace 22. března 2022 oficiálně vyloučila z basketbalové Euroligy v sezoně 2021-22 ruské kluby - CSKA Moskva, Zenit Petrohrad a UNICS Kazaň. V souvislosti s tím má klub "Lokomotiv Kubáň" rovněž uzavřen přístup do Evropského poháru.
Ruské reprezentace byly vyloučeny z paralympiády v Pekingu, z mistrovství světa ve fotbale v Kataru, z mistrovství světa v ledním hokeji, z tenisového Davis Cupu a Fed Cupu. Nebude se konat finále Champions League v Petrohradu ani závody Formule 1 v Soči. Ruské firmy končí v roli sponzorů sportu. Z Kontinentální ligy (KHL) se odhlásily týmy Jokerit Helsinki a Dinamo Riga, z Ruska odešli hokejisté ze Skandinávie, USA a Kanady.
Mezinárodní šachová federace (FIDE) zahájila etické a disciplinární řízení s ruským šachovým velmistrem Sergejem Karjakinem za schvalování vojenského útoku na Ukrajinu a udělila mů půlroční zákaz účasti na turnajích.
Mezinárodní plavecká federace FINA kvůli invazi Ruska na Ukrajinu vyloučila reprezentanty Ruska a Běloruska ze svých soutěží.

## Politické důsledky

### Emigrace z Ruska
Rusko čelí od zahájení invaze na Ukrajinu emigrační vlně svých obyvatel, kteří jsou v opozici k režimu nebo kvůli sankcím ztratili naději na normální život. Většinu emigrantů tvoří mladí vzdělaní lidé a odborníci nebo muži, kterým hrozí povolávací rozkaz do armády. Do 22. března se do okolních států, kam mohou cestovat, uchýlilo přibližně 200 000 ruských občanů. Asi 80 000 Rusů uprchlo do Arménie, odkud cestují do jiných zemí, 25 000 do Gruzie, další tisíce do Turecka nebo Finska.
V Česku, kde vláda 25. února přestala udělovat víza a pracovní povolení Rusům a Bělorusům, čelí existenčním problémům asi 150 z těch, kdo tu chtěli studovat nebo pracovat a nestihli si včas zařídit tzv. Modrou kartu, která umožňuje dlouhodobý pobyt za účelem výkonu zaměstnání vyžadujícího vysokou kvalifikaci. Často se jedná o IT specialisty a mladé vysokoškoláky, kteří uprchli z Běloruska kvůli Lukašenkovi nebo se v Rusku zúčastnili demonstrací proti režimu. Po vypršení platnosti víza, které se vydává na 60 dnů, hrozí některým po návratu i vězení.